# Khān Ḩayāţī
Khān Ḩayāţī (persiska: خان حیاطی) är en ort i Iran.   Den ligger i provinsen Gilan, i den nordvästra delen av landet, 400 km nordväst om huvudstaden Teheran. Khān Ḩayāţī ligger 11 meter över havet och antalet invånare är 340.
Terrängen runt Khān Ḩayāţī är kuperad västerut, men österut är den platt.Runt Khān Ḩayāţī är det ganska glesbefolkat, med 45 invånare per kvadratkilometer. Närmaste större samhälle är Āstārā, 16,1 km norr om Khān Ḩayāţī. I omgivningarna runt Khān Ḩayāţī växer i huvudsak blandskog.